# بيت العزي (حزم العدين)

تعديل مصدري - تعديل

بيت العزي محلة تابعة لقرية العرم، التابعة لعزلة الاحكوم بمديرية حزم العدين إحدى مديريات محافظة إب في الجمهورية اليمنية، بلغ تعداد سكانها 52 حسب تعداد اليمن لعام 2004.